# Għar ta’ Għejżu
Għar ta’ Għejżu – stanowisko archeologiczne na maltańskiej wyspie Gozo. Bogate znaleziska ceramiczne, znajdujące się w jaskini, pochodzą z okresu Ġgantija w kulturze maltańskiej (3600–3200 p.n.e.).

## Għar ta’ Għejżu

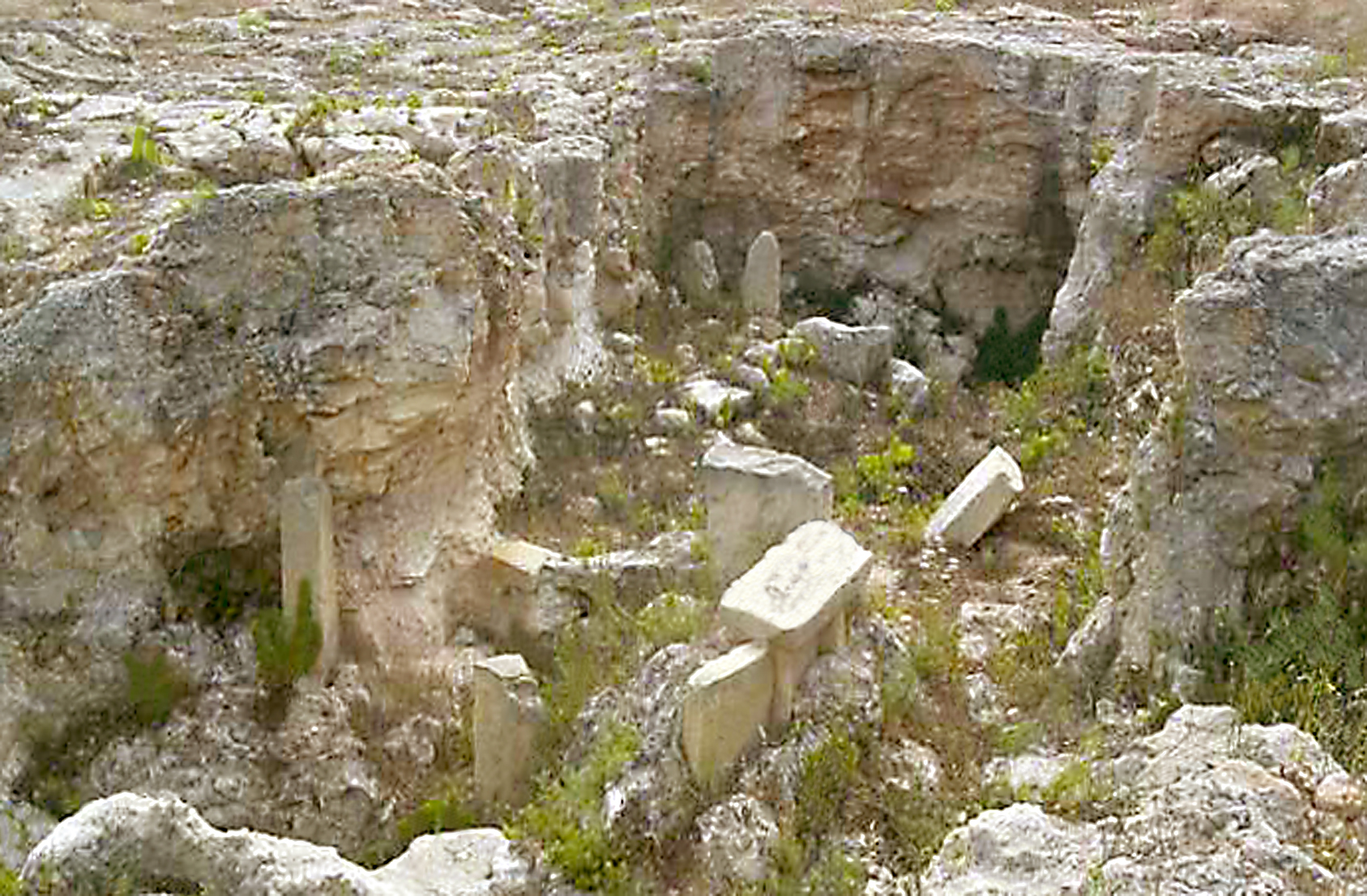
Pozostałości Kamiennego Kręgu Xagħra

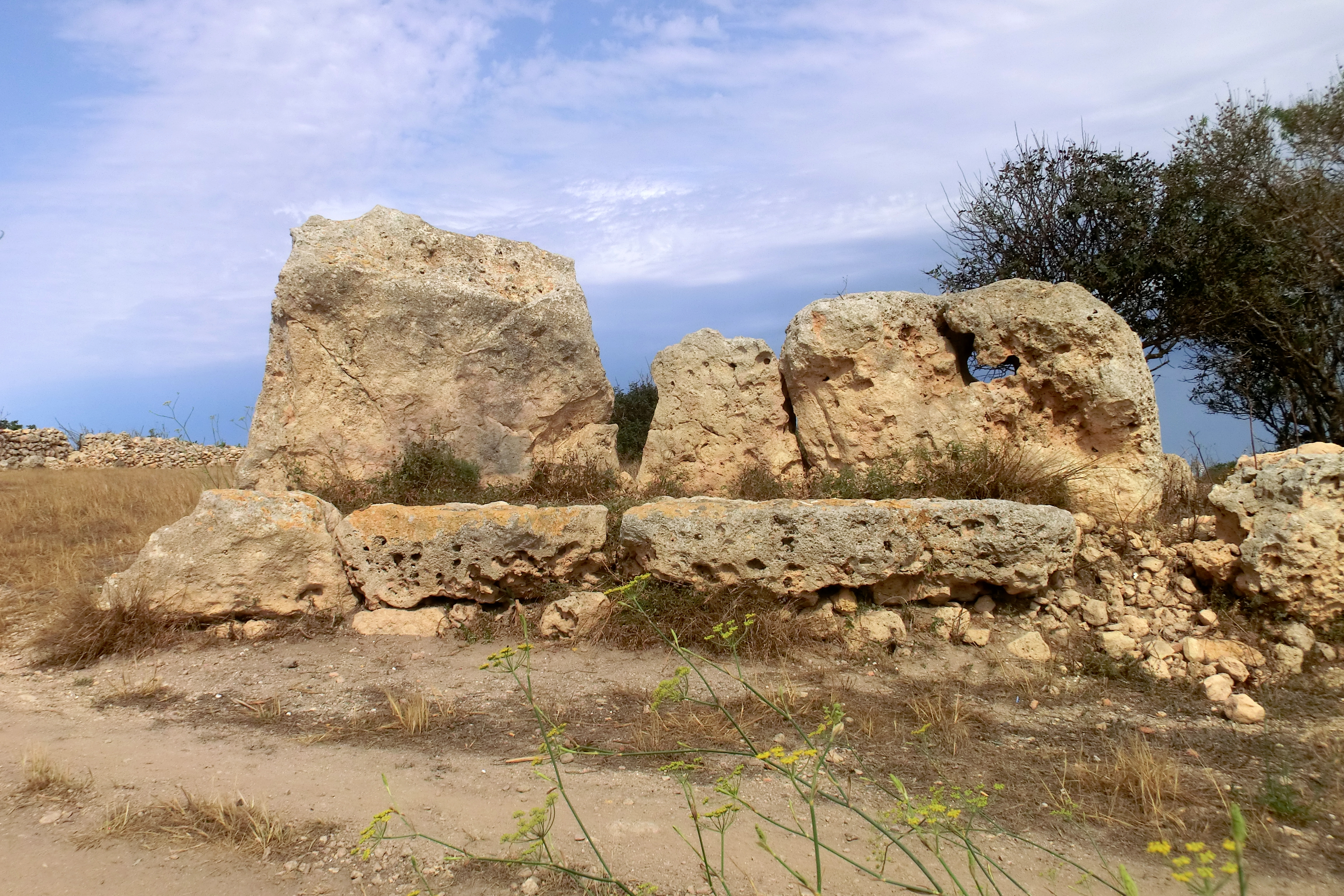
Pozostałości świątyni Santa Verna

Stanowisko archeologiczne znajduje się na południe od miejscowości Xagħra, około 300 metrów na zachód od dwóch świątyń Ġgantija i bezpośrednio przy głównej ulicy handlowej Vjal 8 ta’ Settembru. Inne pobliskie stanowiska archeologiczne to Kamienny Krąg Xagħra (malt. Iċ-Ċirku tax-Xagħra), około 150 metrów na południowy zachód, i świątynia Santa Verna, położona około 680 metrów na zachód od pola w Xagħra.
Naturalna jaskinia ma 13 metrów długości, 6 metrów szerokości i od 0,9 do 1,5 metra wysokości. Ma dwa otwory: jeden w kierunku południowym i drugi okrągły, powstały prawdopodobnie w wyniku zawalenia się stropu, w kierunku północnym. Na skalistym płaskowyżu znaleziono megalityczne struktury, w tym prawdopodobnie dolmen. Nie stwierdzono, czy istnieje związek między tym dolmenem a jaskinią.

## Historia
Jaskinia Għejżu została odkryta w 1933 i w tym samym roku została oczyszczona. Podczas oczyszczania znaleziono tylko ceramiczne fragmenty z okresu Ġgantija. Niektóre nosiły ślady czerwonej ochry, która była używana w prehistorii maltańskiej do malowania jaskiń, do dekoracji ceramiki i podczas pochówku zmarłych.
Jaskinia Għejżu znajduje się pod numerem inwentarzowym 44 na liście dóbr kultury Malty.